# Élections sénatoriales de 1995 dans le Var
Les élections sénatoriales dans le Var ont eu lieu le dimanche 24 septembre 1995. 

## Contexte départemental
Lors des élections sénatoriales du 28 septembre 1986 dans le Var, trois sénateurs ont été élus, deux UDF et un RPR.
Depuis, tous les effectifs du collège électoral des grands électeurs ont été renouvelés, avec les élections législatives de 1993, les élections régionales françaises de 1992, les élections cantonales de 1992 et 1994 et les élections municipales françaises de 1995.

## Sénateurs sortants
| Sénateur | Sénateur            | Parti | Autres mandats                                                                          |
| -------- | ------------------- | ----- | --------------------------------------------------------------------------------------- |
|          | René-Georges Laurin | RPR   | Adjoint au maire de Saint-Raphaël, conseiller général, ancien député                    |
|          | Maurice Arreckx     | UDF   | Ancien maire de Toulon, conseiller général, ancien député, président du Conseil général |
|          | François Trucy      | UDF   | Conseiller municipal de Toulon                                                          |

## Résultats
| Candidat       | Candidat                 | Parti          | Premier tour | Premier tour | Second tour | Second tour |
| Candidat       | Candidat                 | Parti          | Voix         | %            | Voix        | %           |
| -------------- | ------------------------ | -------------- | ------------ | ------------ | ----------- | ----------- |
|                | Hubert Falco             | UDF            | 775          | 48,59        | 790         | 49,72       |
|                | François Trucy           | UDF            | 475          | 29,78        | 615         | 38,70       |
|                | René-Georges Laurin      | RPR            | 416          | 26,08        | 595         | 37,44       |
|                | Jean-Paul Bréhant        | RPR            | 391          | 24,51        | 318         | 20,01       |
|                | Léopold Ritondale        | DVD            | 313          | 19,62        | 203         | 12,78       |
|                | Roland Joffre            | PS             | 308          | 19,31        | 526         | 33,10       |
|                | Guy Menut                | PS             | 303          | 19,00        | 424         | 26,68       |
|                | Pierre-Yves Collombat    | PS             | 296          | 18,56        | 144         | 9,06        |
|                | Jean-Marie Le Chevallier | FN             | 293          | 18,37        | 1           | 0,06        |
|                | Guy Guigou               | PCF            | 177          | 11,10        | 384         | 24,17       |
|                | Maurice Constans         | PCF            | 153          | 9,59         |             |             |
|                | René Jourdan             | PCF            | 153          | 9,59         |             |             |
|                | Jean-Louis Dieux         | MDC            | 69           | 4,33         |             |             |
|                | Roger Casanova           | DVG            | 69           | 4,33         | 24          | 1,51        |
|                | Alain Trampoglieri       | DVD            | 62           | 3,89         |             |             |
|                | Yves Bruto               | DVD            | 43           | 2,70         |             |             |
|                | Luc Patentreger          | LV             | 32           | 2,01         |             |             |
|                |                          |                |              |              |             |             |
| Inscrits       | Inscrits                 | Inscrits       | 1 649        | 100,00       | 1 649       | 100,00      |
| Abstentions    | Abstentions              | Abstentions    | 26           | 1,58         | 20          | 1,21        |
| Votants        | Votants                  | Votants        | 1 623        | 98,42        | 1 629       | 98,79       |
| Blancs et nuls | Blancs et nuls           | Blancs et nuls | 28           | 1,73         | 40          | 2,46        |
| Exprimés       | Exprimés                 | Exprimés       | 1 595        | 98,27        | 1 589       | 97,54       |

## Sénateurs élus
| Sénateur | Sénateur            | Parti |
| -------- | ------------------- | ----- |
|          | Hubert Falco        | UDF   |
|          | François Trucy      | UDF   |
|          | René-Georges Laurin | RPR   |